# 刘自立
刘自立（1952年—），1970年代初开始文学创作，中国现代诗人，民刊《今天》的重要成员。1978年发表小说《圆号》并引起广泛注意。之后在《今天》等海内外报刊发表各类文学作品包括小说，诗歌，文评，译文以及其他的近代史人物思想研究的文章。 